# Bùa hộ mệnh

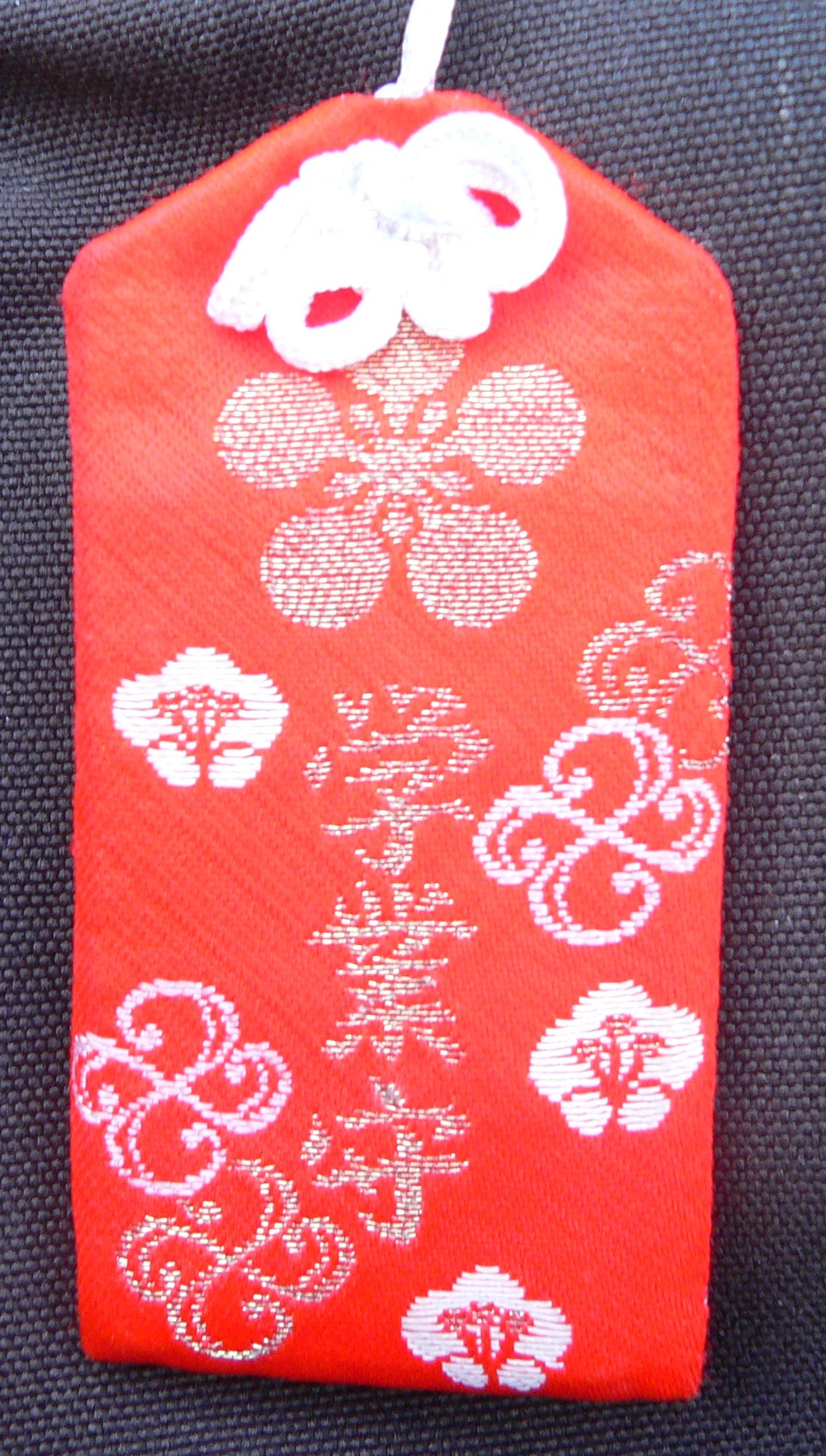
Bùa Nhật Bản, Omamori

Chữ Thập chìa khoá Ankh

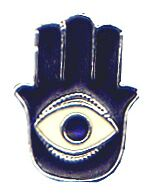
Biểu tượng Hamsa

Bùa hộ mệnh (hay còn gọi bùa hộ mạng hay bùa hộ thân hay còn gọi là bùa hộ thể) là vật bảo vệ cho một người khỏi những điều rắc rối, khó khăn hay tà ma, quỷ quái. Bùa hộ mệnh đem lại may mắn cho người chủ sở hữu. Bùa hộ mệnh thường làm từ các chất liệu như ngọc, đá, tượng nhỏ, đồng xu, dây chuyền, nhẫn.

## Trong dân gian
Trong nhiều cộng đồng, những vật thể tôn giáo được sử dụng như những bùa hộ mệnh. Một lá bùa tâm linh có thể mang hình dáng một vị thần nào đó hay là những biểu tượng đơn giản biểu trưng cho tính cách thần thánh: như thánh giá của người công giáo hay Con mắt của thần Horus của người Ai Cập cổ đại. Người Ai Cập cổ đại có rất nhiều loại bùa hộ mệnh, thường là biểu tượng Ankh - chìa khoá của cuộc sống vĩnh cửu. Hình của thần Bọ hung Khepri cũng trở thành bùa hộ mệnh phổ biến và trở nên nổi tiếng trong thế giới Phương Tây. Mỗi một cung Hoàng đạo tương ứng với một loại đá quý đóng vai trò như một tấm bùa hộ mệnh. Tuy nhiên, ở những nền văn minh với tập quán khác nhau lại có những loại đá khác nhau. Nhiều người ở các quốc gia khác nhau, địa vị khác nhau đều có thể mang bùa. Chúng xuất hiện trong các gia đình, các cửa hàng trang sức, hội chợ thủ công, bảo tàng,...
Ở Châu Âu, người ta tin rằng tỏi và cây thánh giá sẽ giúp tránh xa Ma cà rồng. Người Bắc Âu, người Anglo Saxon, người German cổ, những người Ngoại giáo tin rằng cổ ngữ Rune có thể ngăn chặn tà ma và quỷ thuật. Chữ Rune biểu tượng cho cái búa của thần Thor vẫn được dùng để ngăn chặn trộm cướp ở một số nơi. Bắt nguồn từ vùng người Celt cổ, cỏ ba lá, nếu có thêm chiếc lá thứ tư, sẽ trở thành biểu tượng cho sự may mắn (không phải loại cỏ ba lá Ireland, biểu tượng của ba ngôi trong công giáo). Trong phong tục của người Celt, chiếc túi làm từ da sếu tượng trưng của kho báu, bánh xe là biểu tượng của mặt trời, thuyền cũng là biểu tượng của mặt trời, tuy nhiên thường được sử dụng như biểu tượng của vùng đất chết, con quạ cũng tượng trưng cho sự chết chóc, cái đầu, hạt cây sồi và cái giếng lạ tượng trưng của sự thông thái.
Rùa và cây xương rồng được cho là vật cản trở, gây tranh luận, cãi vã. Nước hoa, hương trầm, nhựa thơm,... thì tạo sự lôi cuốn hay kinh tởm. Những truyền thuyết cho rằng sức mạnh ma thuật có liên quan tới những vật bất thường như: màng thóp của trẻ mới sinh, chân thỏ,... Người sở hữu những vật này sẽ có sức mạnh. San hô, móng ngựa và tre thường được dùng để làm những chiếc bùa tốt. Hình con voi được cho là đem lại may mắn và tiền bạc. Ở Ả Rập, biểu tượng Hamsa với hình bàn tay với con mắt ở giữa sẽ chống lại ma quỷ. Ở vùng Tyrol, người ta tin rằng những chiếc chuông nhỏ sẽ làm cho quỷ dữ phải bỏ chạy mỗi khi chúng rung khi gió thổi hay khi cửa mở. Bùa hộ mệnh thường được mang ở phía trên cánh tay phải của chủ nhân. Những nhà khoa học nghiên cứu ma quỷ cho rằng, những biểu tượng lưu ý đến chữ thập đảo ngược hay ngôi sao năm cánh ngược thể hiện sự kết giao với ma quỷ.
Phật giáo có rất nhiều loại bùa. Từ những buổi sơ khai, sau khi Đức Phật nhập Niết bàn khoảng năm 485 trước Tây lịch, bùa mang biểu tượng của Phật giáo trở nên phổ biến như hình nửa vỏ sò, bàn chân của Đức Phật... Trong Phật giáo Tây Tạng, những chiếc bùa hộ mệnh có ghi những câu thần chú và trang trí họa tiết đẹp thường được gọi là linh phù. Ở Thái Lan, người dân thường đeo vòng cổ hình Phật Thích Ca Mâu Ni. Tập tục của người Trung Hoa cổ là mang theo một con dế còn sống đặt trong chiếc hộp làm bằng cây liễu gai sẽ đem lại may mắn. Phong tục này còn mở rộng đến tận Philippines. Người Trung Hoa còn rải những đồng xu lên trên sàn nhà để cầu tài và lúa gạo thì trở thành biểu tượng của may mắn.
Vào giữa thế kỷ 19, những người da đỏ bộ lạc Lakota ở vùng Đại Bình nguyên Châu Mỹ đã làm những nghi lễ Nhảy múa ma quỷ theo Black Elk, một thầy phù thủy ở vùng Tây Bắc Oregon, và làm những chiếc áo bùa chống lại đạn của Người Da Trắng. Tất nhiên, chiếc áo này không có tác dụng gì. Ở Bolivia và một số vùng ở Argentina, vị thần Ekeko trở thành biểu tượng hộ mệnh tiêu biểu, một vị thần tài... Ngoài việc chống lại những thế lực của thiên nhiên, bùa còn được dùng để chống lại những người khác. Những người lính hay những người tham gia vào những công việc nguy hiểm thường mang theo bùa hộ mệnh để tăng sự may mắn cho họ. Những người lính Carlist đeo mề đay hình Trái tim Thần thánh của Chúa Jesus cùng câu Detente bala.

## Tôn giáo Abraham

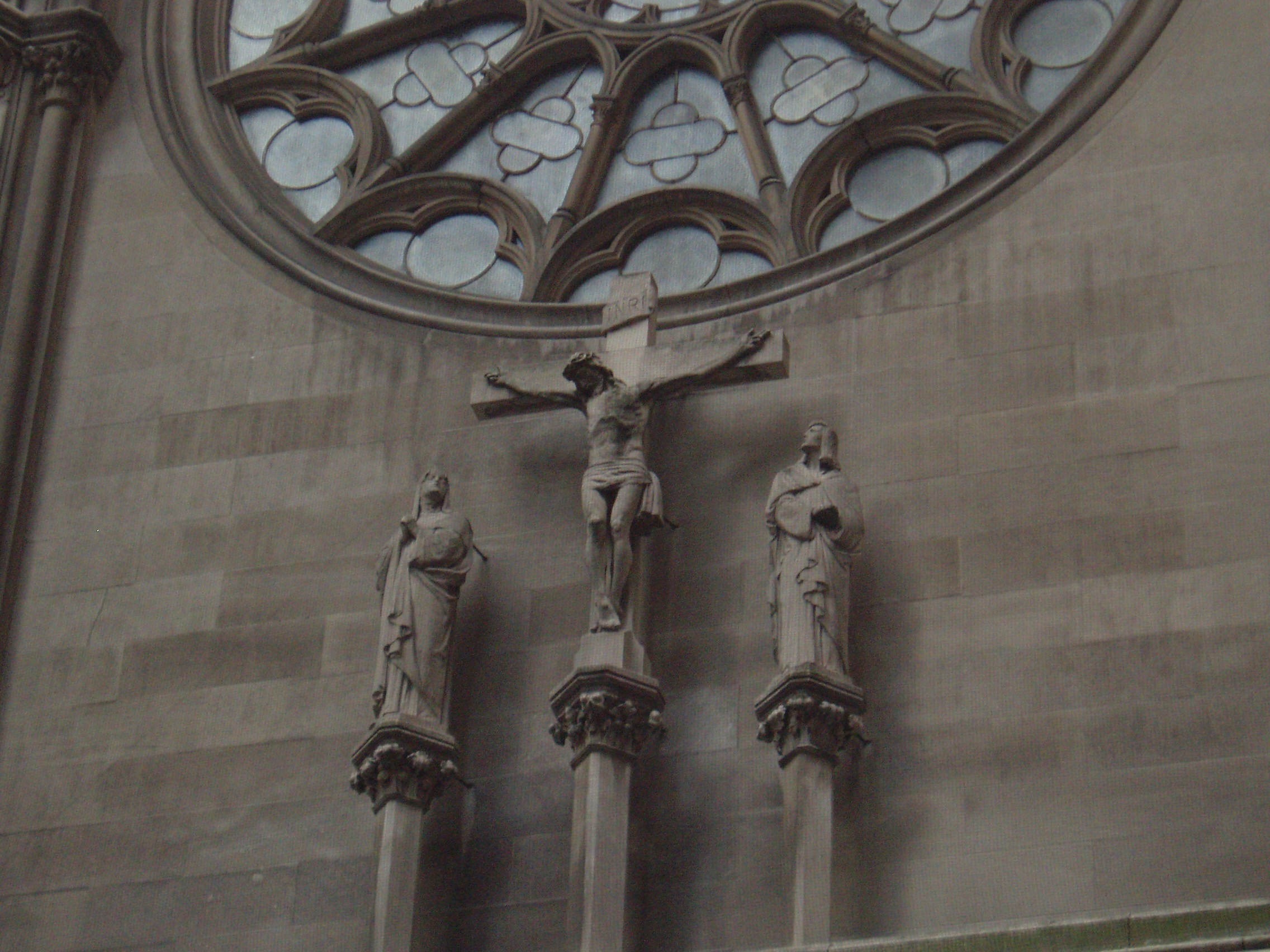
Cây thập giá ở nhà thờ

Từ thời kỳ Trung Cổ, trong văn hóa Phương Tây, hình Ngôi sao năm cánh đã là tấm bùa mang lại tiền bạc, tình yêu,... và chống lại sự ghen ghét, bất hạnh. Bùa xuất hiện nhiều trong tập quán người Do Thái. Vào thời Salomon, bùa hộ mệnh có trong các viện bảo tàng. Hiện nay, trong mỗi gia đình, nhà thờ công giáo, cây thánh giá trở thành biểu tượng chống lại ma quỷ và tránh khỏi điều không may mắn. Mề đay hình thánh christopher được treo ở gương hậu của xe cộ để cầu khẩn sự bảo trợ của thánh suốt chặng đường đi.

## Trong văn hóa Việt

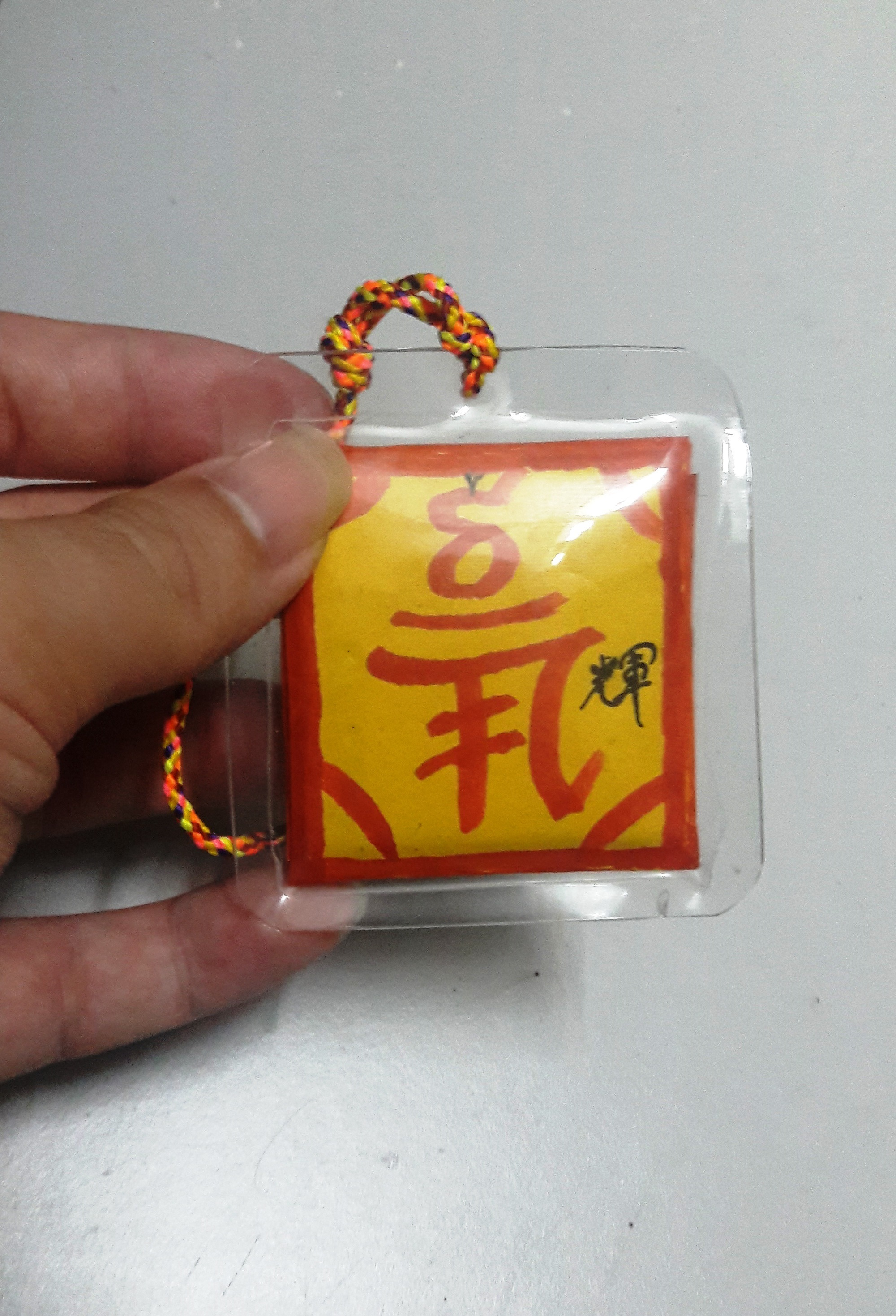
Bùa bình an ở Việt Nam

Tương truyền trong Lĩnh Nam chích quái có kể về câu chuyện Lạc Long Quân dặn dò con dân xăm hình thủy tộc lên người để các loài thủy quái không làm hại và được xem là hiệu nghiệm nên tục xăm mình thịnh hành cho đến hết thời nhà Trần. Dân gian cũng chuộng đeo nanh cọp và móng vuốt cọp, nanh lợn rừng để hộ thể, chống tà ma, một số đồng bào dân tộc thiểu số còn có tục đeo vòng kiềng bằng bạc vừa là trang sức nhưng cũng có vai trò như một vật bùa hộ thân. Trong dân ca Việt Nam bài "Mười thương" khi nói đến 10 nét đẹp của người phụ nữ thì có nhắc đến: "Bốn thương răng nhánh hạt huyền kém thua/Năm thương cổ yếm đeo bùa".
Cho đến đầu thế kỷ 20 khi kiến thức về y tế còn kém cỏi, lá bùa hộ mệnh thường được cha mẹ mua cho trẻ con đeo, coi như giúp đứa trẻ được khỏe mạnh. Quan niệm về đau ốm bệnh tật nhiều khi gắn liền với tín ngưỡng nên nếu được thần linh phù trợ thì sẽ tránh được ma quỷ quấy phá. Lá bùa thường là tấm giấy nhỏ có viết những câu thần chú hoặc vài chữ Nho rút từ những bộ kinh sách coi như khử trừ được những huyền lực bất chính. Mảnh giấy nhỏ gấp lại rồi gói trong túi vải sặc sỡ đeo vào cổ. Ngoài ra, các gia đình theo Đạo Phật, ở các chùa có tổ chức lễ Chẩn tế thì cha mẹ sẽ thường xin lưỡi (lửa) của Ông Tiêu (Tiêu Diện Đại Sĩ) và một vài đồng tiền để bỏ vào gối giúp trẻ ngủ ngon.